# Voyelle pré-fermée
Une voyelle pré-fermée, dite aussi fermée inférieure ou haute inférieure, est un son de type voyelle employé dans certaines langues parlées. Elle est caractérisée par une position de la langue proche de celle d'une voyelle fermée, mais légèrement moins resserrée. Ces voyelles sont parfois décrites comme des variantes relâchées des voyelles fermées.
Les voyelles pré-fermées identifiées par l'alphabet phonétique international  sont les suivantes :
- voyelle pré-fermée antérieure non arrondie [ɪ] ;
- voyelle pré-fermée antérieure arrondie [ʏ] ;
- voyelle pré-fermée postérieure arrondie [ʊ].